# Moqueur
Taxons concernés
Dans la tribu des Mimini :
- dont les genres :
  - Dumetella
  - Melanoptila
  - Melanotis
  - Mimus
  - Nesomimus
  - etc.modifier

Les Moqueurs sont des oiseaux de la tribu des Mimini.

## Liste alphabétique des oiseaux appelés «moqueur» en français
- Moqueur à ailes blanches — Mimus triurus (Vieillot, 1818) — White-banded Mockingbird
- Moqueur des armoises — Oreoscoptes montanus (J.K. Townsend, 1837) — Sage Thrasher
- Moqueur des Bahamas (en) — Mimus gundlachii Cabanis, 1855 — Bahama Mockingbird
- Moqueur à bec courbe — Toxostoma curvirostre (Swainson, 1827) — Curve-billed Thrasher
- Moqueur de Bendire — Toxostoma bendirei (Coues, 1873) — Bendire's Thrasher
- Moqueur bleu — Melanotis caerulescens (Swainson, 1827) — Blue Mockingbird
- Moqueur bleu et blanc — Melanotis hypoleucus Hartlaub, 1852 — Blue-and-white Mockingbird
- Moqueur de Californie — Toxostoma redivivum (Gambel, 1845) — California Thrasher
- Moqueur chat — Dumetella carolinensis (Linnaeus, 1766) — Grey Catbird
- Moqueur du Chili — Mimus thenca (Molina, 1782) — Chilean Mockingbird
- Moqueur corossol — Margarops fuscatus (Vieillot, 1808) — Pearly-eyed Thrasher
- Moqueur de Cozumel — Toxostoma guttatum (Ridgway, 1885) — Cozumel Thrasher
- Moqueur cul-roux — Toxostoma crissale Henry, 1858 — Crissal Thrasher
- Moqueur à dos brun (en) — Mimus dorsalis (Lafresnaye & Orbigny, 1837) — Brown-backed Mockingbird
- Moqueur d'Espanola — Nesomimus macdonaldi Ridgway, 1890 — Hood Mockingbird
- Moqueur de Floreana — Nesomimus trifasciatus (Gould, 1837) — Charles Mockingbird
- Moqueur des Galapagos — Nesomimus parvulus (Gould, 1837) — Galapagos Mockingbird
- Moqueur gorge-blanche — Ramphocinclus brachyurus (Vieillot, 1818) — White-breasted Thrasher
- Moqueur gris — Toxostoma cinereum (Xantus de Vesey, 1860) — Grey Thrasher
- Moqueur grivotte — Margarops fuscus (Statius Muller, 1776) — Scaly-breasted Thrasher
- Moqueur des savanes — Mimus gilvus (Mimus magnirostris) — St.Andrew Mockingbird
- Moqueur de Le Conte — Toxostoma lecontei Lawrence, 1851 — LeConte's Thrasher
- Moqueur à long bec — Toxostoma longirostre (Lafresnaye, 1838) — Long-billed Thrasher
- Moqueur à longue queue — Mimus longicaudatus Tschudi, 1844 — Long-tailed Mockingbird
- Moqueur noir — Melanoptila glabrirostris P.L. Sclater, 1858 — Black Catbird
- Moqueur ocellé — Toxostoma ocellatum (P.L. Sclater, 1862) — Ocellated Thrasher
- Moqueur de Patagonie — Mimus patagonicus (Lafresnaye & Orbigny, 1837) — Patagonian Mockingbird
- Moqueur plombé — Mimus saturninus (Lichtenstein, 1823) — Chalk-browed Mockingbird
- Moqueur polyglotte — Mimus polyglottos (Linnaeus, 1758) — Northern Mockingbird
- Moqueur roux — Toxostoma rufum (Linnaeus, 1758) — Brown Thrasher
- Moqueur de San Cristobal — Nesomimus melanotis (Gould, 1837) — San Cristobal Mockingbird
- Moqueur des savanes — Mimus gilvus (Vieillot, 1808) — Tropical Mockingbird
- Moqueur de Socorro — Mimodes graysoni (Lawrence, 1871) — Socorro Mockingbird
- Moqueur de Vizcaino ? — Toxostoma arenicola Anthony, 1897 — Vizcaino Thrasher

## Dans l'art et la culture
- L'Oiseau moqueur (1890) est une nouvelle d'Ambrose Bierce.
- Ne tirez pas sur l'oiseau moqueur (To Kill a Mockingbird) est un roman de l'écrivaine américaine Harper Lee, publié en 1960 (adapté au cinéma en 1962 : Du silence et des ombres de Robert Mulligan avec Gregory Peck).

« - Je préfèrerais que vous ne tiriez que sur des boîtes de conserves, dans le jardin, mais je sais que vous allez vous en prendre aux oiseaux. Tirez sur tous les geais bleus que vous voudrez, si vous arrivez à les toucher, mais souvenez-vous que c'est un péché que de tuer un oiseau moqueur.
Ce fut la seule fois où j'entendis Atticus dire qu'une chose était un péché et j'en parlai à Miss Maudie.
- Ton père a raison, dit-elle. Les moqueurs ne font rien d'autre que de la musique pour notre plaisir. Ils ne viennent pas picorer dans les jardins des gens, ils ne font pas leurs nids dans les séchoirs à maïs, ils ne font que chanter pour nous de tout leur cœur. Voilà pourquoi c'est un péché de tuer un oiseau moqueur. »

- Le geai moqueur (Mockingjay en anglais) est un oiseau fictif provenant de la saga littéraire The Hunger Games, également adaptée au cinéma.
- Dans la saga littéraire du Trône de fer, Lord Petyr Baelish porte un oiseau moqueur comme blason à la place de celui de sa famille.
- Mockingbird est un titre de Eminem ; c'est également le titre d'une chanson de Barclay James Harvest
- Oiseau moqueur (Mockingbird) est un personnage de comics de l'univers Marvel, appartenant à l'équipe des Vengeurs de la Côte Ouest.
- L'oiseau-moqueur (Mocking-bird) est le nom de code de Toto Sakigami dans le manga Deadman Wonderland, donné en raison de sa capacité à copier le pouvoir des autres.